# Атлетика на Летњим олимпијским играма 2012 — штафета 4 × 400 метара за жене
Штафетна трка 4 × 400 метара за жене, је била, једна од 47 дисциплина атлетског програма на Летњим олимпијским играма 2012. у Лондону, Уједињено Краљевство. Такмичење је одржано 10. и 11. августа на Олимпијском стадиону.

## Учесници
Учествовало је 16 штафета, из исто толико земаља.
| - Белорусија - Бразил - Чешка - Куба - Француска - Немачка | - Уједињено Краљевство - Ирска - Италија - Јамајка - Нигерија | - Пољска - Русија - Турска - Украјина - Сједињене Америчке Државе |

## Систем такмичења
Такмичње у овој дисциплини је одржано у два дана. Првог дана у квалификацијама се учествовале све штафете које су постигле квалификационе норме. Штафете су биле подељени у две групе из којих су се по 3 најбрже из сваке групе и две према постигнутом резултату пласирале у финале.

## Рекорди пре почетка такмичења
(стање 10. јул 2012.)
| Светски рекорд          | 3:15,17 | СССР (Татјана Ледовска, Олга Назарова Марија Кулчунова, Олга Бризгина)         | Совјетски Савез           | Сеул, Јужна Кореја | 1. октобар 1988 |
| Олимпијски рекорд       | 3:15,17 | СССР (Татјана Ледовска, Олга Назарова Марија Кулчунова, Олга Бризгина)         | Совјетски Савез           | Сеул, Јужна Кореја | 1. октобар 1988 |
| Најбољи резултат сезоне | 3:21,18 | САД Црвени Френсина Макорори, Алисон Филикс Наташа Хејстингс, Сања Ричардс-Рос | Сједињене Америчке Државе | Филаделфија, САД   | 28. април 2012  |

## Сатница
| Сатум                   | Време | Ниво          |
| ----------------------- | ----- | ------------- |
| Петак 10. август, 2012  | 19:10 | Квалификакије |
| Субота, 11. август 2012 | 20:25 | Финале        |

## Освајачице медаља
| | |                                                                                               |
| Диди Тротер · Алисон Филикс · Франсина Макорори · Сања Ричардс-Рос · Киша Бејкер* · Дајмонд Диксон* · Сједињене Америчке Државе | Јулија Гушчина · Антоњина Кривошапка · Татјана Фирова · Наталија Антјух · Наталија Назарова* · Анастасија Капачинска* · Русија | Кристин Деј · Роузмари Вајт · Шерика Вилијамс · Новлин Вилијамс-Милс · Шерифа Лојд* · Јамајка |

* такмичарке обележене звездицом су трчале у квалификацијама, не и у финалу.

## Резултати

### Квалификације
Штафете су буле подељене у две групе по 8. У финале су се аутоматски квалификовале по прве три из обе групе (КВ) и две према постигнутом резултату. (кв).
| Место | Група | Земља                     | Састав штафете                                                            | Резултат | Белешка |
| ----- | ----- | ------------------------- | ------------------------------------------------------------------------- | -------- | ------- |
| 1.    | 2     | Сједињене Америчке Државе | Киша Бејкер, Франсина Макорори, Дајмонд Диксон, Диди Тротер               | 3:22,09  | КВ      |
| 2.    | 2     | Русија                    | Јулија Гушчина, Татјана Фирова, Наталија Назарова, Анастасија Капачинска  | 3:23,11  | КВ, ЛРС |
| 3.    |       | Уједињено Краљевство      | Шана Кокс, Ли Маконел, Ејли Чајлд, Кристин Охуруогу                       | 3:25,05  | КВ      |
| 4.    | 1     | Јамајка                   | Кристин Деј, Шерифа Лојд, Шерика Вилијамс, Роузмари Вајт                  | 3:25,13  | КВ, ЛРС |
| 5.    | 1     | Украјина                  | Олга Земљак, Алина Логвиненко, Хана Јарушчук, Наталија Пигида             | 3:25,90  | КВ      |
| 6.    | 1     | Француска                 | Фара Анаршарси, Мирјел Ертис-Уери, Мари Гајо, Флорија Геј                 | 3:25,94  | КВ      |
| 7.    | 2     | Чешка                     | Дениса Росолова, Зузана Бергерова, Јитка Бартоничкова, Зузана Хејнова     | 3:26.20  | кв      |
| 8.    | 1     | Нигерија                  | Омолара Омотошо, Idara Otu, Bukola Abogunloko, Regina George              | 3:26,29  | кв, ЛРС |
| 9.    | 1     | Белорусија                | Alena Kiyevich, Iryna Khliustava, Илона Усович, Свјатлана Усович          | 3:26,52  | ЛРС     |
| 10.   | 1     | Куба                      | Aymée Martínez, Diosmely Peña, Yaimeisi Borlot, Daysiurami Bonne          | 3:27,41  | ЛРС     |
| 11.   | 1     | Италија                   | Кјара Бацони, Елена Марија Бонфанти, Либанија Гренот, Марија Енрика Спача | 3:29,01  | ЛРС     |
| 12.   | 2     | Пољска                    | Iga Baumgart, Јустина Свјенти, Ана Јесијен, Патрицја Вићшкјевич           | 3:30,15  |         |
| 13.   | 2     | Ирска                     | Marian Heffernan, Joanne Cuddihy, Џеси Бар, Мишел Кери                    | 3:30,55  | ЛРС     |
| 14.   | 1     | Немачка                   | Естер Кремер, Џанин Линденберг, Maral Feizbakhsh, Фабијен Колман          | 3:31,06  |         |
| 15.   | 2     | Бразил                    | Joelma Sousa, Jailma de Lima, Aline dos Santos, Geisa Coutinho            | 3:32,95  |         |
| 16.   | 2     | Турска                    | Пинар Сака, Meliz Redif, Birsen Engin, Sema Apak                          | 3:34,71  |         |

### Финале
| Место | Стаза | Земља                     | Састав штафете                                                           | Резултат        | Белешка         |
| ----- | ----- | ------------------------- | ------------------------------------------------------------------------ | --------------- | --------------- |
|       | 7     | Сједињене Америчке Државе | Диди Тротер, Алисон Филикс, Франсина Макорори, Сања Ричардс-Рос          | 3:16,87         | СРС, ЛРС        |
|       | 5     | Русија                    | Јулија Гушчина, Антоњина Кривошапка, Татјана Фирова, Наталија Антјух     | 3:20,23         | ЛРС             |
|       | 6     | Јамајка                   | Кристин Деј, Роузмари Вајт, Шерика Вилијамс, Новлин Вилијамс-Милс        | 3:20,95         | ЛРС             |
| 4     | 4     | Украјина                  | Алина Логвиненко, Олга Земљак, Хана Јарушчук, Наталија Пигида            | 3:23,57         | ЛРС             |
| 5     | 9     | Уједињено Краљевство      | Шана Кокс, Ли Маконел, Пери Шејкс Дрејтон, Кристин Охуруогу              | 3:24.76         | ЛРС             |
| 6     | 8     | Француска                 | Фара Анаршарси, Мирјел Ертис-Уери, Мари Гајо, Флорија Геј                | 3:25.92         |                 |
| 7     | 2     | Чешка                     | Дениса Росолова, Зузана Бергерова, Јитка Бартоничкова, Зузана Хејнова    | 3:27.77         |                 |
| —     | 3     | Нигерија                  | Omolara Omotosho, Muizat Ajoke Odumosu, Regina George, Bukola Abogunloko | Диквалификација | Диквалификација |